# Adelobotrys
Adelobotrysje biljni rod iz tropske Amerike svrstan u tribus Merianieae, dio potporodice Melastomatoideae, porodica melastomovki. Postoji oko tridesetak priznatih vrsta u tropskoj Americi
Tipična je vrsta Melastoma scandens Aubl., sinonim za Adelobotrys scandens. Rod je opisan u Prodromus Systematis Naturalis Regni Vegetabilis 3: 127. 1828.

## Vrste
1. Adelobotrys acreanus Wurdack
2. Adelobotrys adscendens Triana
3. Adelobotrys atlanticus Schulman
4. Adelobotrys ayangannensis Wurdack
5. Adelobotrys barbatus Triana
6. Adelobotrys boissierianus Cogn.
7. Adelobotrys ciliatus Triana
8. Adelobotrys duidae (Gleason) Wurdack
9. Adelobotrys fruticosus Wurdack
10. Adelobotrys fuscescens Triana
11. Adelobotrys intonsus (Gleason) Wurdack
12. Adelobotrys jefensis Almeda
13. Adelobotrys klugii Wurdack
14. Adelobotrys latifolius Schulman
15. Adelobotrys linearifolius L.Uribe
16. Adelobotrys macranthus Gleason
17. Adelobotrys macrophyllus Pilg.
18. Adelobotrys marginatus Brade
19. Adelobotrys microcarpus Schulman
20. Adelobotrys monticola Gleason
21. Adelobotrys permixtus Wurdack
22. Adelobotrys praetextus Pilg.
23. Adelobotrys rachidotrichus Brade
24. Adelobotrys rotundifolius Triana
25. Adelobotrys ruokolainenii Schulman
26. Adelobotrys saxosus Wurdack
27. Adelobotrys scandens DC.
28. Adelobotrys spruceanus Cogn.
29. Adelobotrys stenophyllus Wurdack
30. Adelobotrys subsessilis Gleason
31. Adelobotrys tessmannii Markgr.

## Sinonimi
- Davya DC.; Prodr. 3: 105 (1828)
- Marshallfieldia J.F.Macbr.; Publ. Field Mus. Nat. Hist. Chicago, Bot. Ser. 4: 175 (1929)
- Sarmentaria Naudin; Ann. Sci. Nat. Ser. III. 18: 140 (1852)
- Sphanellopsis Steud. ex Naudin; Ann. Sci. Nat. Ser. III. 18: 137 (1852)
- Xeracina Raf.; Sylva Tellur. 98 (1838)